# Václav Fišer (kněz)
Václav Fišer (9. srpna 1923, Jiříkovice – 22. června 2015, Hustopeče) byl český římskokatolický kněz a papežský kaplan.

## Život
Narodil se 9. srpna 1923 v Jiříkovicích. Roku 1943 úspěšně odmaturoval na brněnském gymnáziu. Po gymnáziu byl dva roky dělníkem v brněnské Zbrojovce. V letech 1945–1950 studoval na Bohosloveckém ústavu v Brně. Na kněze byl vysvěcen 16. dubna 1950 z rukou biskupa Karla Skoupého. Po svěcení a vykonávání základní vojenské služby začal roku 1953 působit v Kloboukách u Brna. Poté působil jako farář v Českém Rudolci, Lukách nad Jihlavou, Hustopečích u Brna, administrátor excurrendo v Kurdějově. V letech 1988–2008 byl děkanem hustopečského děkanství.
Díky jeho iniciativě a velkému osobnímu nasazení byl v Hustopečích v devadesátých letech 20. století vybudován nový kostel sv. Václava s kaplí sv. Anežky, který brněnský biskup Vojtěch Cikrle posvětil 25. září 1994.
Roku 2000 mu papež Jan Pavel II. udělil titul Kaplana Jeho Svatosti s právem užívat titul monsignore. Roku 2007 získal za obětavou kněžskou službu od biskupa Vojtěcha Cikrleho medaili sv. Petra a Pavla a roku 2013 medaili sv. Cyrila a Metoděje. 
Zemřel 22. června 2015 v Hustopečích. Pohřben je v kněžské hrobce ve farnosti Hustopeče.